# Kolonia Polne
Kolonia Polne [kɔˈlɔɲa ˈpɔlnɛ] là một khu định cư ở khu hành chính của Gmina Mirosławiec, thuộc hạt Wałcz, West Pomeranian Voivodeship, ở phía tây bắc Ba Lan.
Trước năm 1945, khu vực này là một phần của Đức. Đối với lịch sử của khu vực, xem Lịch sử của Pomerania.
Khu định cư có dân số 13 người.